# Bogenbrücke

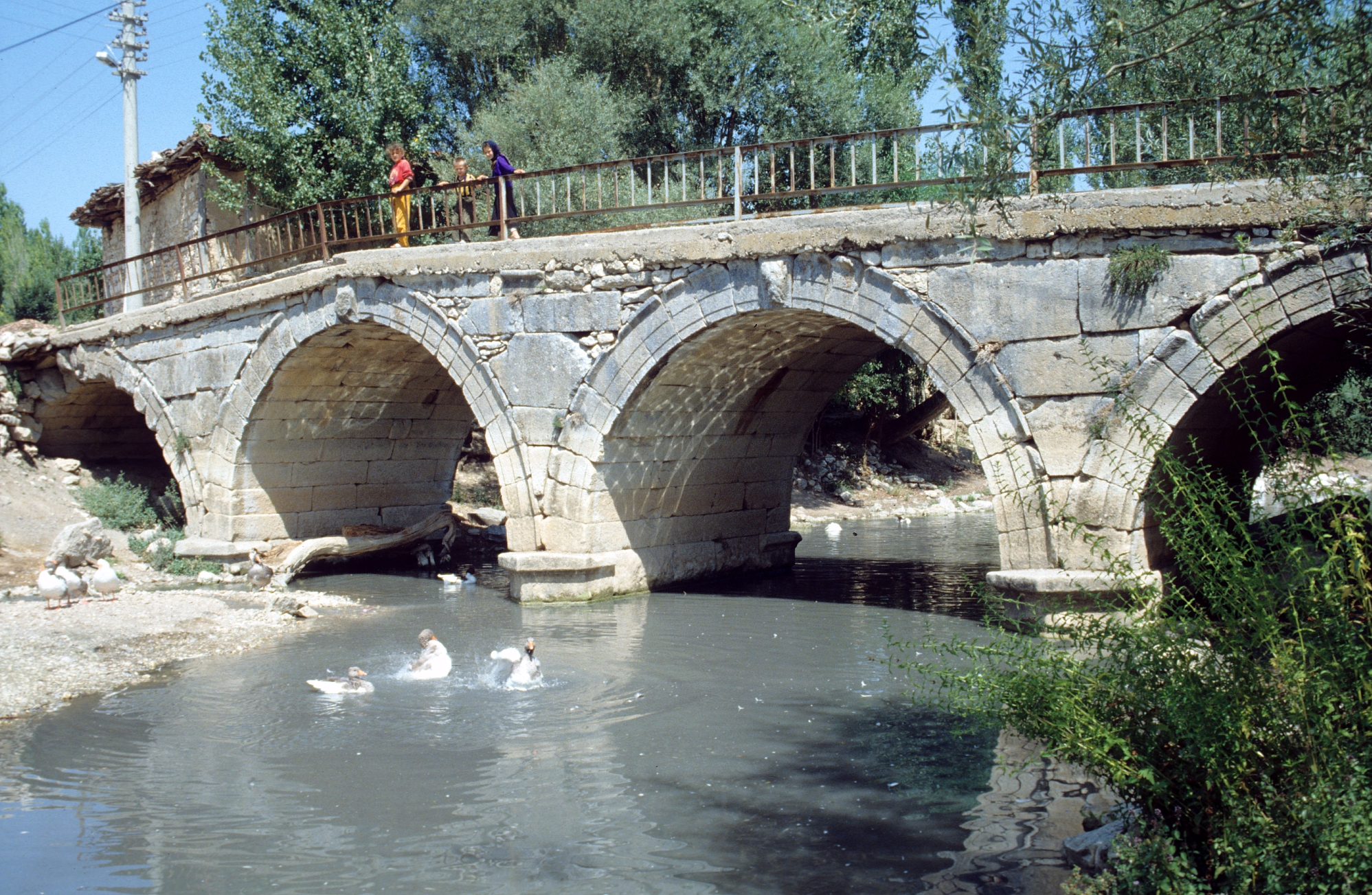
Römische Rundbogenbrücke, Penkalasbrücke

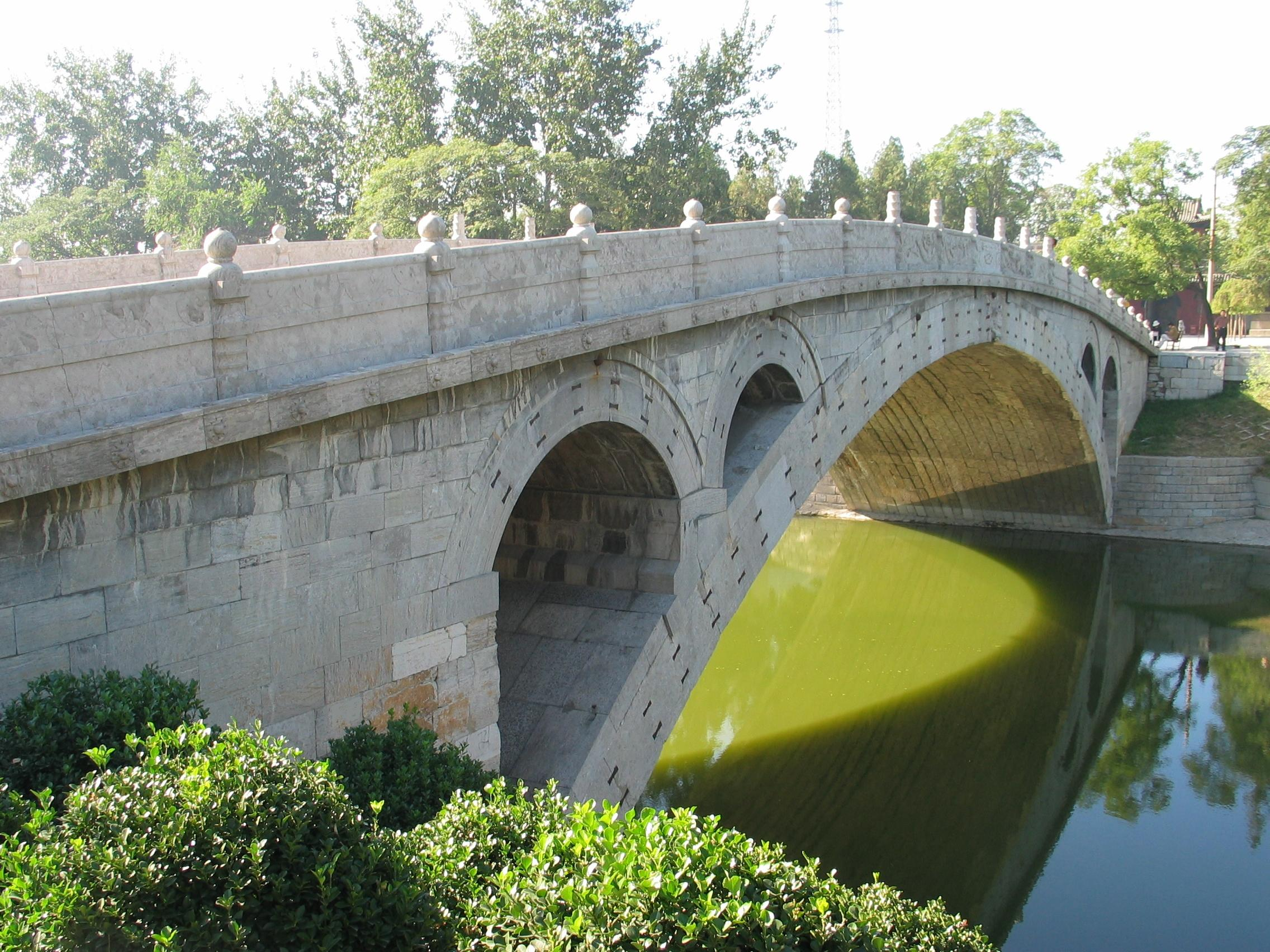
Chinesische Segmentbogenbrücke, An-Ji Qiao, Provinz Hebei

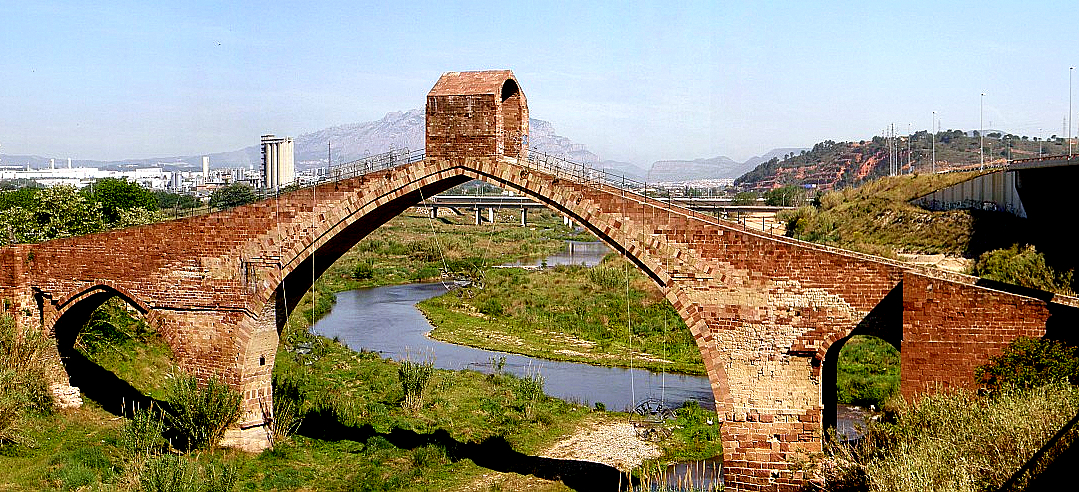
Die Spitzbogenbrücke Pont del Diable

Die Bogenbrücke ist eine der Grundformen der Brücken neben der Balkenbrücke, der Rahmenbrücke und den seilverspannten Konstruktionen (Hängebrücke, Schrägseilbrücke u. s. w.).
In ihrem Bogen treten vor allem Druckkräfte auf. Für Steine und Beton mit ihrer hohen Druckfestigkeit ist der Bogen daher die bestgeeignete Tragwerksart. In den Widerlagern treten neben lotrechten auch Horizontalkräfte auf, weshalb die Bogenbrücke einen geeigneten Baugrund und einen größeren Aufwand bei der Gründung erfordert.

## Einteilung
Bogenbrücken können nach unterschiedlichen Kriterien eingeteilt werden.

### Material

#### Holzbogenbrücken
Holzbogenbrücken sind selten, nicht nur wegen der Vergänglichkeit des Materials, sondern weil gerade Stämme und Balken eher zu Jochbrücken oder Sprengwerken als zu Bögen verarbeitet werden. Ein Beispiel für eine Holzbogenbrücke auf steinernen Pfeilern ist die Trajansbrücke aus dem Römischen Reich. Die im 17. Jahrhundert nach einem chinesischen Vorbild in Japan gebaute Kintai-Brücke existiert in vielfach erneuerter Form noch heute. Wenig jünger ist die Mathematical Bridge in Cambridge in England. Die Ponte dell’Accademia in Venedig hat einen weiten hölzernen Fachwerkbogen. Die Kiso no ōhashi ist ein modernes Beispiel aus Japan, die Montmorency-Brücke ein solches aus Quebec, Kanada.

#### Steinbogenbrücken
Steinbogenbrücken bestehen aus mehr oder weniger sorgfältig behauenen Werksteinen, im Inneren oft nur aus Bruchstein. Da die Keilsteine fast ausschließlich auf Druck belastet werden, hält der Bogen auch ohne Mörtel, sobald der Bogen geschlossen, d. h. der Schlussstein gesetzt ist. Dennoch verwendeten bereits die Römer Opus caementicium in ihren Brücken.
Zum Bau einer Steinbogenbrücke wird üblicherweise ein Lehrgerüst verwendet. Die Kämpfersteine und Pfeilerköpfe sind meist mit einer Konsole versehen, um das Lehrgerüst leichter aufstellen zu können. Die Römer kannten bereits zweilagige Bögen, bei denen zunächst auf einem relativ leichten Lehrgerüst ein einlagiger Bogen gemauert wird, der dann als Lehrgerüst für die zweite Lage und die übrige Brücke dient. Dieses Verfahren geriet in Vergessenheit, erst Paul Séjourné (1851–1939) hat es bei seinen vielen Bogenbrücken wieder verwendet.
Schräg über einen Fluss verlaufende Brücken, deren Gewölbe im Grundriss kein Rechteck, sondern ein Parallelogramm bilden, wurden erst im 19. Jahrhundert gebaut, da sie wegen der komplizierten Geometrie der Steine in der Laibung schwer herzustellen sind. Später wurde das Gewölbe auch in versetzt angeordnete Bogenrippen unterteilt.
Ziegelsteinbrücken, die vollkommen aus Ziegelsteinen bestehen, wurden vor allem für die zahlreichen Eisenbahnviadukte gebaut. Die Göltzschtalbrücke ist die größte Brücke dieser Art.

#### Betonbogenbrücken
Beton hat ähnliche Eigenschaften wie Stein; er kann hohen Druck, aber kaum Zug aushalten und ist deshalb für Bogenbrücken besonders geeignet. Er wurde bereits für Stampfbetonbrücken und Brücken aus unbewehrtem Beton verwendet. Stahlbetonbogenbrücken wurden und werden in der ganzen Welt gebaut. Die Melan-Bauweise, bei der zunächst ein Lehrgerüst aus Stahl mit einbetoniert wird und als Bewehrung dient, ermöglichte bald, auch Betonbogenbrücken im Freivorbau zu erstellen.

#### Eiserne und stählerne Bogenbrücken

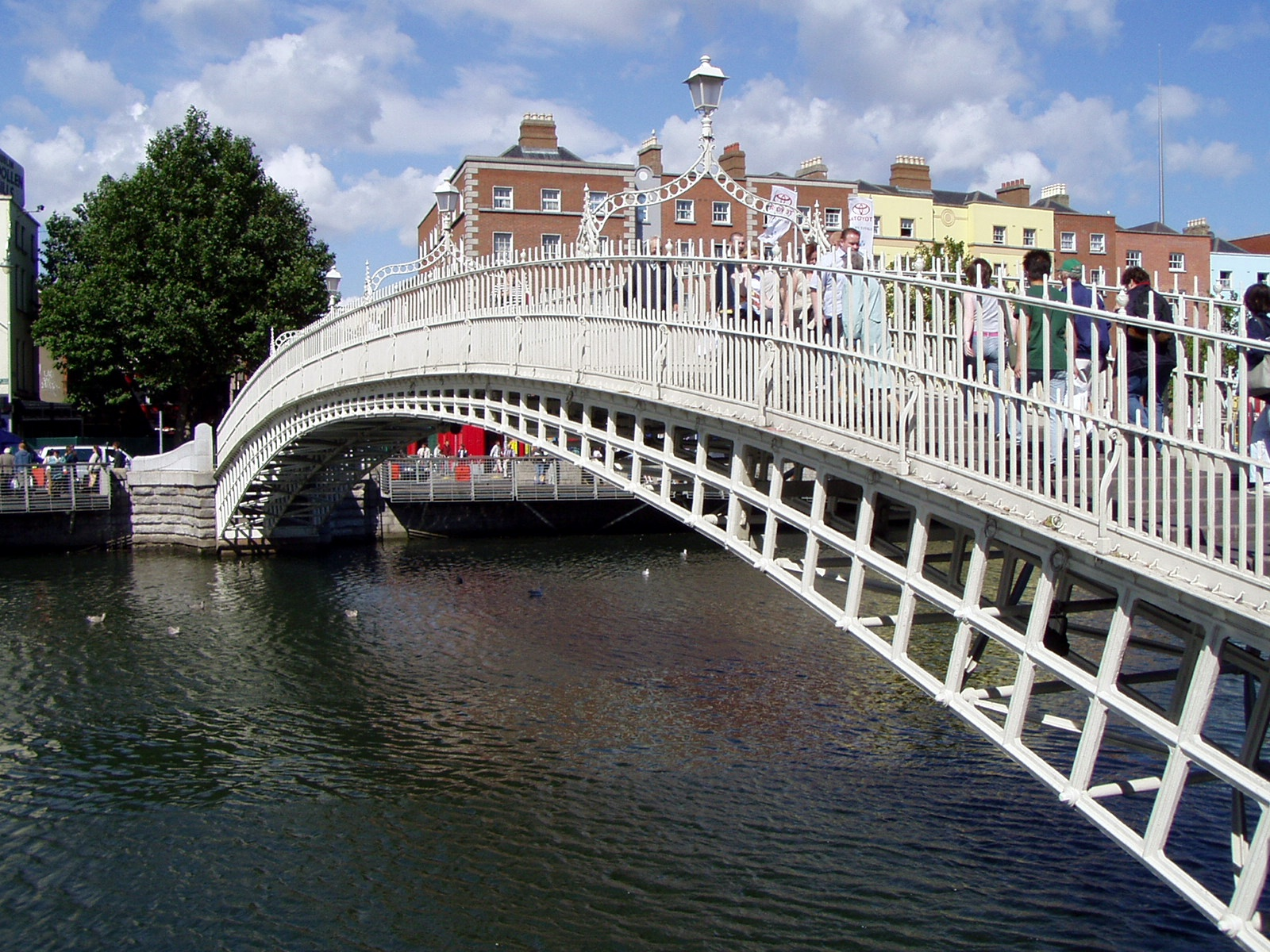
Ha’penny Bridge, Dublin

Gusseiserne Bogenbrücken waren die ersten, nach der Industriellen Revolution gebauten Eisenbrücken. Gusseisen hat eine hohe Druckfestigkeit, aber üblicherweise eine um den Faktor vier geringere Zugfestigkeit und ist sehr spröde. Gusseiserne Brücken wurden daher nur bis zum Ende des 19. Jahrhunderts gebaut.
Das im Puddelverfahren hergestellte Schmiedeeisen, das elastischer ist als Gusseisen und höhere Zugspannungen aushält, war in der zweiten Hälfte des 19. Jahrhunderts das den Bau von Eisenbogenbrücken beherrschende Material. Die aus einzelnen gewalzten T-Trägern, bald auch aus Doppel-T-Trägern bestehenden Bögen wurden erstmals im Freivorbau mit Abspannungen erstellt. Das ging meist schneller und kostengünstiger als die Aufmauerung eines Steinbogens auf einem Lehrgerüst.
Stahlbrücken wurden nach anfänglichem Zögern in den 1890er Jahren allgemein zugelassen. Die hohe Belastbarkeit von Stahl sowohl auf Druck als auch auf Zug führte zu seiner Verwendung in allen Arten von Brücken, Bogenbrücken und allen anderen Brückenformen. Der Nachteil von Stahl ist die Anfälligkeit für Korrosion.

#### Verbundbrücken
Gelegentlich werden stählerne Fachwerkbögen teilweise mit Beton ummantelt und in den oberen Abschnitten mit einer Stahlbetondecke verbunden, so bei der Yachi-Eisenbahnbrücke in China. Bei der 2024 ebenfalls in China fertiggestellten Tian’e-Longtan-Brücke, der derzeit größten Bogenbrücke der Welt, wurden zuerst die stählernen Fachwerkbögen gebaut, die anschließend mit Beton ummantelt wurden.

#### CFST-Brücken
CFST-Brücken (englisch concrete filled steel tube bridges) sind seit 1990 in China häufig gebaute große Bogenbrücken. Dabei wird zunächst ein Segmentbogen aus Stahlrohren gebaut, die anschließend mit Beton verfüllt werden. CFST-Brücken haben Spannweiten über 200 m, darunter die Wushan-Brücke mit 460 m, die Bosideng-Brücke mit 530 m und die Dritte-Pingnan-Brücke mit 575 m Spannweite.

### Bogenform
Der Rundbogen war lange Zeit, von den Römern bis ins Spätmittelalter, die den Steinbrückenbau dominierende Bauweise. Seine kreisförmige Bogenlinie beschreibt einen kompletten Halbkreis (180°). Sein Bau beruhte auf Erfahrung, lange bevor die Statik seine Eigenschaften zu erfassen begann. Selbst 1913 konnte Paul Séjourné sein großes Werk Grandes Voûtes (Große Brückenbögen) noch mit dem Satz beginnen: Man baut Brückenbögen nach den gebauten Bögen: es ist eine Sache der Erfahrung.
Im China der Song-Dynastie wurden häufig polygonale Rippenbogenbrücken gebaut, bei denen die Öffnung ein von langen hölzernen oder steinernen Balken gebildetes Polygon ist. Beispiele sind die in der Qingming-Rolle abgebildete Holzbrücke oder die steinerne Guyue-Brücke.
Der Spitzbogen kommt im Brückenbau fast nur bei osmanischen und persischen Bogenbrücken vor.
Der Segmentbogen ist, wie der Name besagt, ein Abschnitt eines Kreisbogens, dessen Durchmesser größer ist als die lichte Weite der Brücke. Eine Segmentbogenbrücke ist daher flacher als eine Rundbogenbrücke, übt aber einen stärkeren seitlichen Schub aus. Schon die Römer haben gelegentlich Segmentbogenbrücken gebaut. Eine sehr elegante Segmentbogenbrücke ist die chinesische, 605 n. Chr. erbaute An-Ji Qiao (auch Zhaozhou-Brücke genannt). Heute sind sie die häufigste Form aller Bogenbrücken.

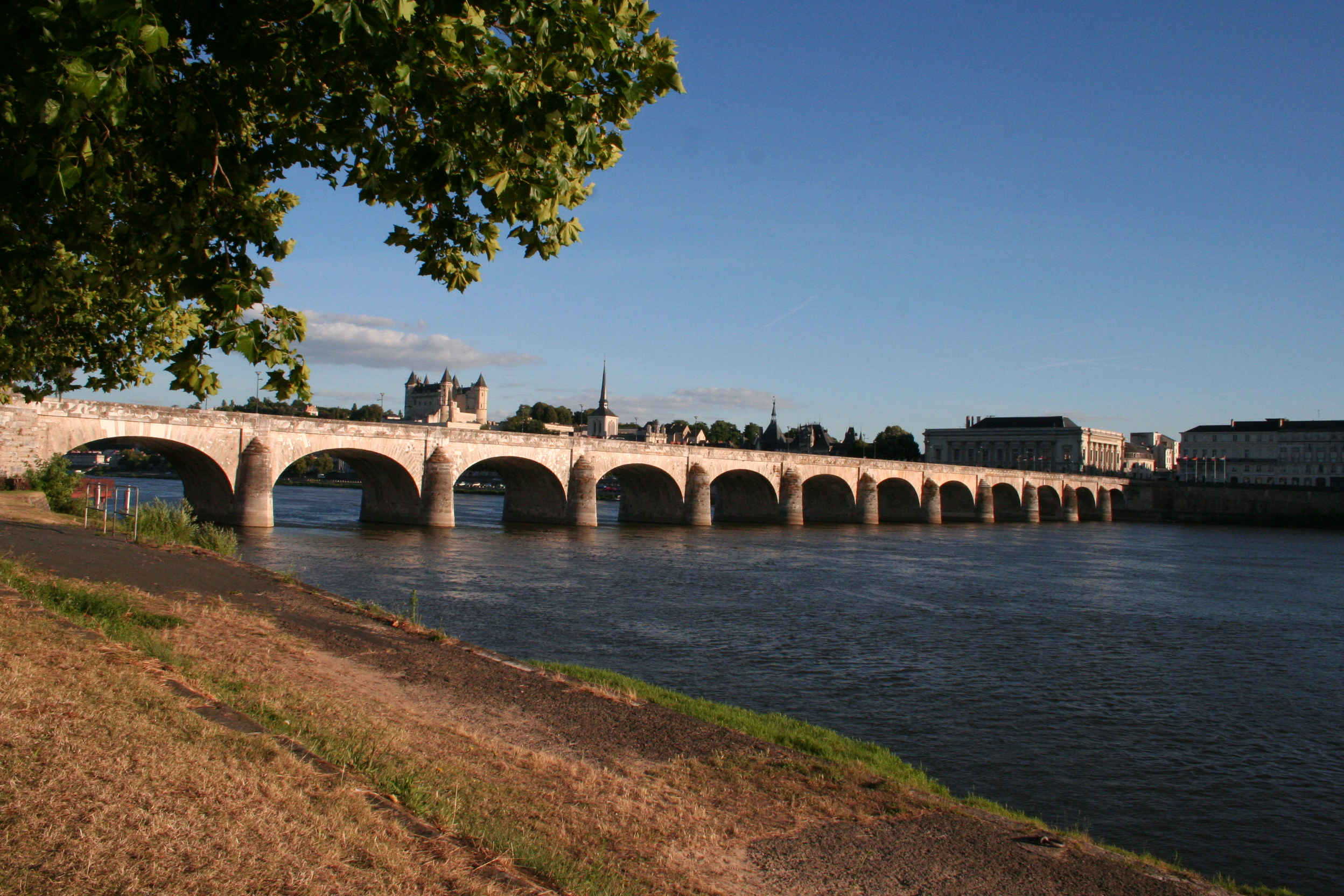
Pont Cessart, Saumur

Der Korbbogen ist ein vergleichsweise flacher Bogen, bei dem die Krümmung vom Scheitel zu den Widerlagern hin zunimmt. Korbbögen wurden erstmals in der Renaissance bei der Ponte Santa Trinita verwendet, wo sie der Brücke ein bis dahin unerreichtes flaches Profil verleihen.
Die Kettenlinie beschreibt den Durchhang einer an ihren Enden aufgehängten Kette. Eine auf den Kopf gestellte Kettenlinie beschreibt rein theoretisch einen idealen Brückenbogen mit konstanter Dicke je Bogenlänge, der aber keine sonstigen Lasten, wie beispielsweise eine Überschüttung für eine horizontale Fahrbahn, zu tragen hat. Da eine solche Bogenform in der Praxis schwer herzustellen ist, blieb es im Brückenbau fast immer bei der theoretischen Bedeutung.
Die Parabel ist eine sehr ähnliche Kurve wie die Kettenlinie, die als Bogenform in der Praxis leichter als eine Kettenlinie herzustellen ist. Eine Parabel beschreibt rein theoretisch einen idealen Brückenbogen mit konstanter Dicke je horizontaler Länge, der aber keine sonstigen Lasten, wie beispielsweise eine Überschüttung für eine horizontale Fahrbahn, zu tragen hat. Gustave Eiffel verwendete den auf seinen Partner Théophile Seyrig zurückgehenden parabelförmigen Fachwerkbogen erstmals bei der 1877 eröffneten Ponte Maria Pia, die mit einem großen Bogen den tief eingeschnittenen Douro überquert. Seitdem wurde der Parabelbogen vielfach in Eisen-, Stahl- und Betonbrücken eingesetzt. In modernen Brücken ist er allerdings so flach, dass er kaum noch von einer Kettenlinie oder einem Segmentbogen zu unterscheiden ist.
Sichelbogen sind Zweigelenkbogen mit zwei unterschiedlich großen Parabeln oder Kreisbögen, die sich in den Kämpfergelenken schneiden. Der Parabelbogen der Ponte Maria Pia kann daher auch als Sichelbogen bezeichnet werden, einen Sichelbogen aus Kreisbögen hatte die erste Grünentaler Hochbrücke.

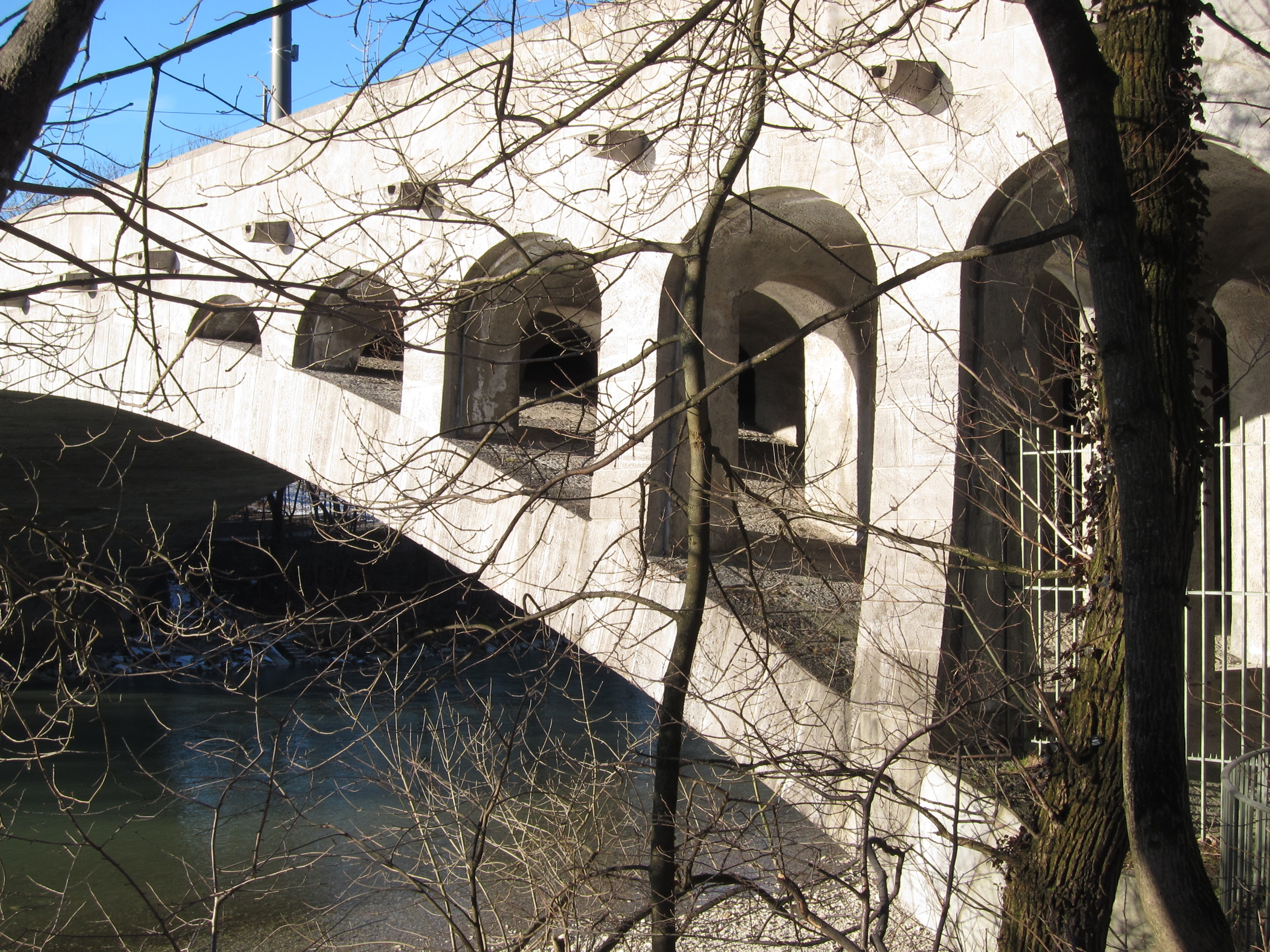
Max-Joseph-Brücke, Detail

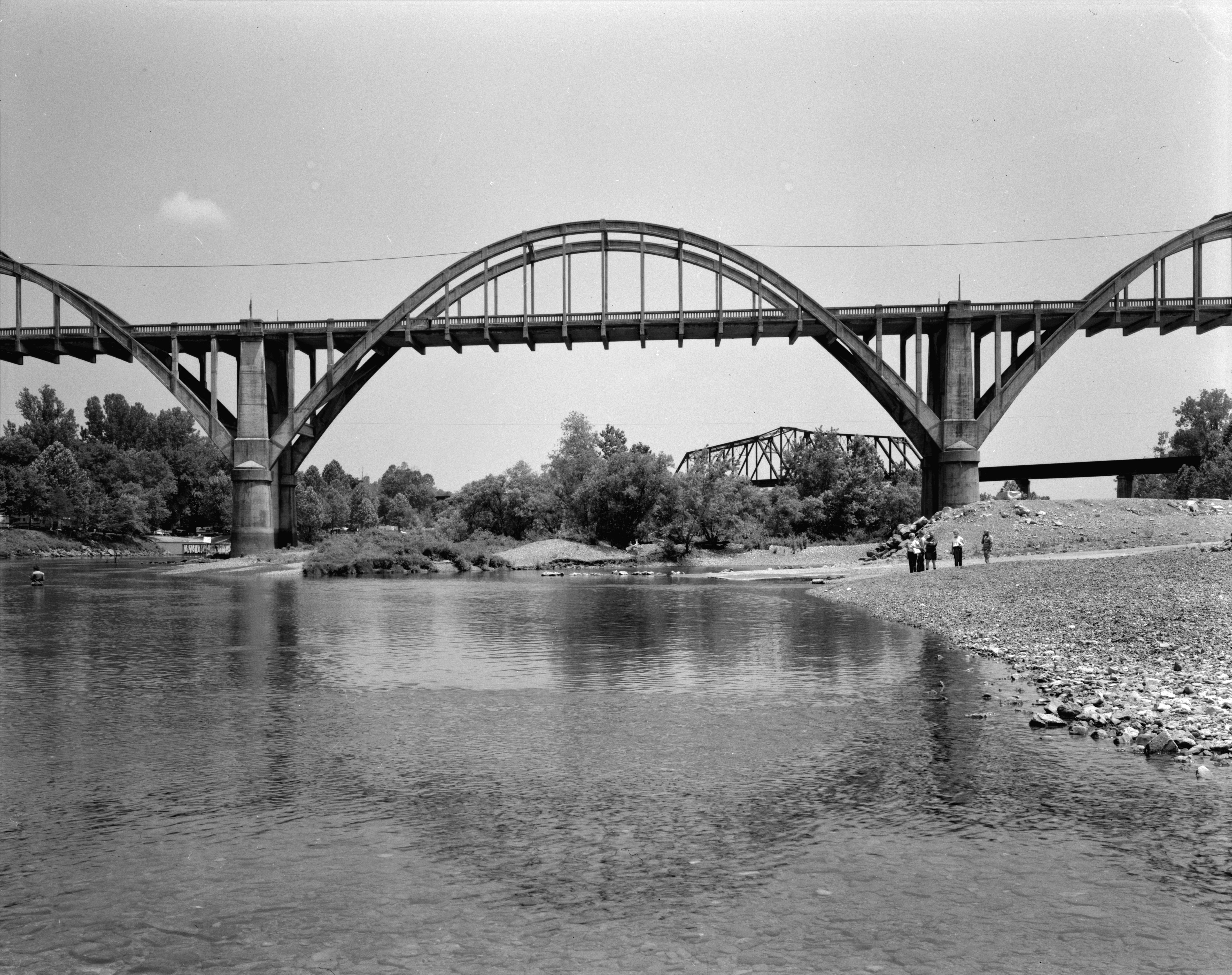
Brücken wie die Cotter Bridge werden auf Englisch als „through arch bridges“ bezeichnet, da der Fahrbahnträger mitten durch die Bögen verläuft.

### Lage der Fahrbahn
Steinbrücken hatten bis zum Beginn des 19. Jahrhunderts eine auf dem Bogen liegende Fahrbahn; der Raum über den Bogenhüften war massiv mit Steinmaterial verfüllt. Bei den größeren Steinbogenbrücken der nachfolgenden Zeit wurden hinter den zunächst noch verschlossenen Zwickeln Hohlräume angeordnet, um Gewicht zu sparen. Die Grosvenor Bridge und die Union Arch Bridge waren, wenn nicht die ersten, so doch unter den ersten mit dieser Bauweise. Später wurden dort regelrechte Sparbögen eingefügt, was bei den offenen Zwickeln der Max-Joseph-Brücke gut zu sehen ist.
Im Anschluss an Eiffels Ponte Maria Pia setzte sich die heute überall vorkommende Brücke mit oben liegender, aufgeständerter Fahrbahn durch. Die abgehängte Fahrbahn ist auf ungefähr halber Höhe des Bogens angeordnet und teilweise abgehängt, teilweise aufgeständert. Die unten liegende Fahrbahn ist in Höhe der Kämpfer des Bogens angeordnet und vollständig abgehängt. Trotzdem spricht man von einer Bogenbrücke und nicht etwa von einer Hängebrücke. Die Viadukte haben obenliegende Fahrbahnen auf meist schmalen, massiven Rundbögen.

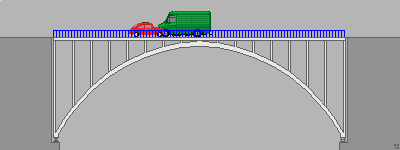
Aufgeständerte Fahrbahn
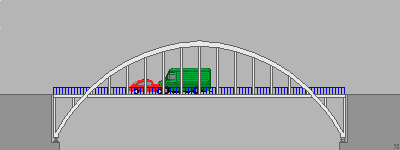
Abgehängte Fahrbahn
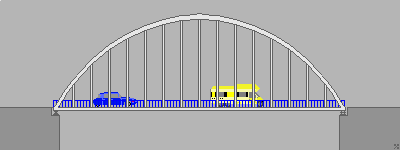
Unten liegende Fahrbahn

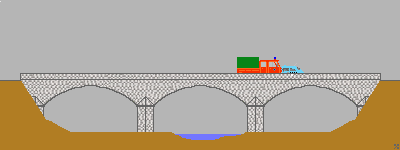
Oben liegende Fahrbahn
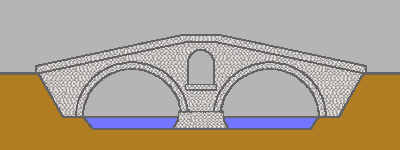
Oben liegende Fahrbahn
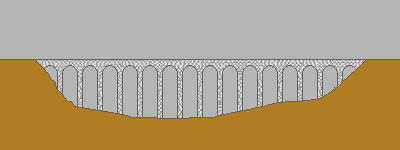
Viadukt

### Bauart

#### Einheitlicher Bogen – Doppelbogen – Bogenrippen
Im Steinbrückenbau war jahrhundertelang der einheitliche, auf einem Lehrgerüst gemauerte Bogen das tragende Element. Als im 19. Jahrhundert die Stützweiten größer wurden, wurde auch das Lehrgerüst immer größer, anspruchsvoller und teurer. Paul Séjourné teilte den Bogen bei der Adolphe-Brücke erstmals in zwei schmale Doppelbögen auf, die nacheinander auf demselben schmalen und daher wesentlich billigeren Lehrgerüst errichtet wurden. Die auf Sparbögen aufgeständerte Fahrbahnplatte aus Stahlbeton deckt den Raum zwischen beiden Bögen ab.
Dieser vielfach wiederholte Brückentyp wurde bei Betonbrücken bald weiterentwickelt zu Brücken mit zwei oder, falls die Fahrbahnbreite es verlangt, mehr Bogenrippen mit schlanken Stützen und einer aufgeständerten Fahrbahnplatte, häufig aus Spannbeton. Die Colorado Street Bridge ist ein elegantes Beispiel.
Robert Maillart entwickelte die Bogenbrücke zu einem Dreigelenk-Kastenträger, der den Bogen, die Fahrbahnplatte und die seitlichen Wangen zu einem Tragwerk vereint. Christian Menn führte die Idee fort zur polygonalen Bogenbrücke mit aufgeständerter Spannbeton-Fahrbahn, die er z. B. bei der Cascella- und der Naninbrücke im Süden des San-Bernardino-Passes realisierte.

#### Fachwerkbogen

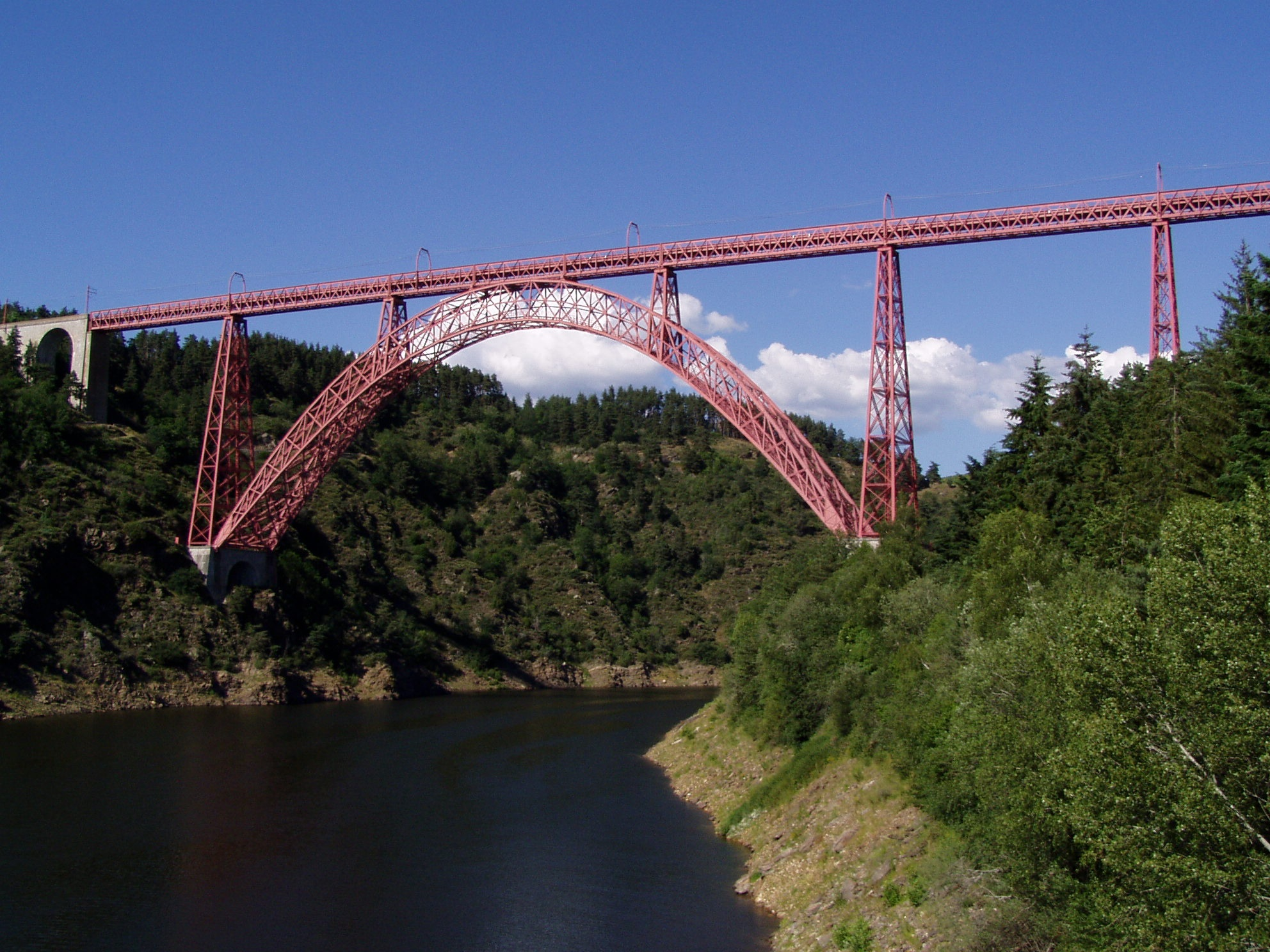
Garabit-Viadukt, Zentralmassiv

Seit Eiffels Ponte Maria Pia werden eiserne und stählerne Bogenbrücken auch aus Fachwerk gebaut. Berühmte Beispiele sind die Hell Gate Bridge, die Sydney Harbour Bridge und die Bayonne Bridge. Sonderfälle sind z. B. die Soo Line High Bridge oder die Crooked River High Bridge, bei denen der bogenförmige Untergurt durch ein Fachwerk mit dem deutlich höher liegenden, horizontal verlaufenden Obergurt verbunden ist.

#### Hohlkasten
Massive Betonbögen werden mit zunehmender Stützweite schwerer als es wirtschaftlich und technisch vertretbar wäre. Deshalb baute Eugène Freyssinet 1923 die Pont de Saint-Pierre-du-Vauvray mit der damals größten Stützweite mit Betonbögen aus Hohlkästen. 1930 stellte er seinen Rekord bei der Pont de Plougastel (später Pont Albert-Louppe) ein.
Eine ähnliche Problematik stellte sich auch bei Stahlfachwerkbrücken: Die feingliedrigen Fachwerkbögen, deren Verstrebungen mit tausenden von Nieten oder Bolzen befestigt werden mussten, wurden bei Lohnkosten, die schneller als die Materialkosten stiegen, allmählich unwirtschaftlich. Auch sie wurden daher vom Hohlkasten abgelöst. Die Rainbow Bridge unterhalb der Niagarafälle war eine der ersten Bogenbrücken, deren große Bögen aus stählernen Hohlkästen bestehen.

#### Aus statischer Sicht
In statischer Hinsicht können Bogen an beiden Enden fest eingespannt und dann dreifach statisch unbestimmt sein. Sie können gelenkig gelagert (Zweigelenkbogen) und einfach statisch unbestimmt sein oder ein drittes Gelenk im Scheitel haben (Dreigelenkbogen) und statisch bestimmt sein.
Historische Steinbogenbrücken wären nach der Biegebalkentheorie demnach alle dreifach statisch unbestimmt, würde man die Regeln der erst im 19. Jahrhundert entwickelten Baustatik auf sie anwenden. Durch die zahlreichen Mauerwerksfugen haben sie jedoch eine innere Beweglichkeit, die sich mit diesen einfachen Begriffen nicht fassen lässt.
Emil Mörsch legte 1908 mit der Gmündertobelbrücke im Schweizer Kanton Appenzell Ausserrhoden die Grundlagen für integrale Betonbrücken, deren Tragwerksteile zu monolithischen Bauwerken verbunden sind.

## Art und Weise der Errichtung

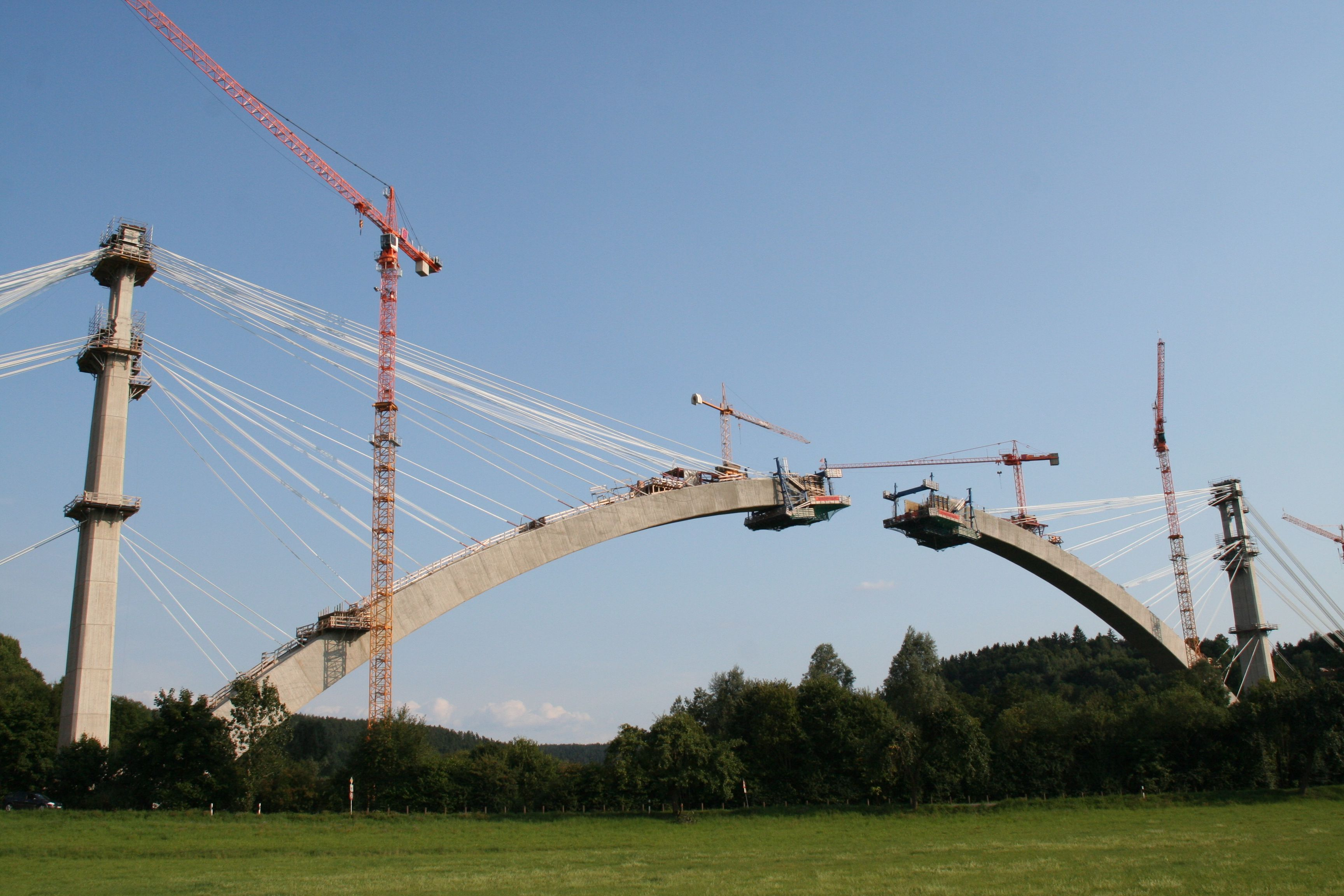
Talbrücke Froschgrundsee, Freivorbau

Stein- und Betonbogenbrücken wurden lange auf Lehrgerüsten errichtet, die ursprünglich aus Holz, später aus Stahl bestanden. Bei der Melan-Bauweise diente der zunächst errichtete Stahlbogen als Bewehrung und zugleich als Schalungsträger für den Betonbogen.
Beim Bau der Eads Bridge (1874) über den Mississippi River waren Lehrgerüste wegen der Schifffahrt nicht erlaubt. Die Brücke wurde deshalb an rückverankerten Kragträgern im Freivorbau errichtet. In ähnlicher Weise wurden kurz darauf die rückverspannten Bogenhälften von Eiffels Ponte Maria Pia und dem Garabit-Viadukt ausgeführt, bis sie sich in der Mitte zu einem vollständigen Bogen vereinigten. Die Sydney Harbour Bridge wurde sogar ohne Rückverspannung nur auf den bereits montierten Fachwerksabschnitten ausgeführt.
Für die Autobahnbrücken Caracas – La Guaira wurden Lehrgerüste für die äußeren Drittel der Bogenrippen lediglich an den Kämpfern abgestützt und von den seitlichen Pfeilern aus abgespannt. Für das mittlere Drittel wurde ein Lehrgerüst am Boden montiert, mit einem Zugband versteift und von den Spitzen der Bogendrittel aus in seine Position gehoben.
Zahlreiche Betonhohlkästen wurden im klassischen Freivorbau an abschnittsweise nach vorn verlegten Abspannungen betoniert oder zuerst die Bodenplatte mit freitragenden Holzlehrgerüsten.
Bei der Storms River Bridge (Paul Sauer Bridge) (1956) in Südafrika ließ Riccardo Morandi die beiden Bogenhälften in senkrechter Position betonieren und anschließend zur Bogenmitte ablassen und vereinigen. Dieses Verfahren wurde an der Puente de Bacunayagua (1959) und später auch an der Argentobelbrücke (1986) verwendet und wird in China häufig angewandt.
Gelegentlich werden auch komplette Brücken seitlich am Ufer gebaut und anschließend über den Fluss gedreht oder gehoben.

## Unechte Bogenbrücken

### Langerscher Balken

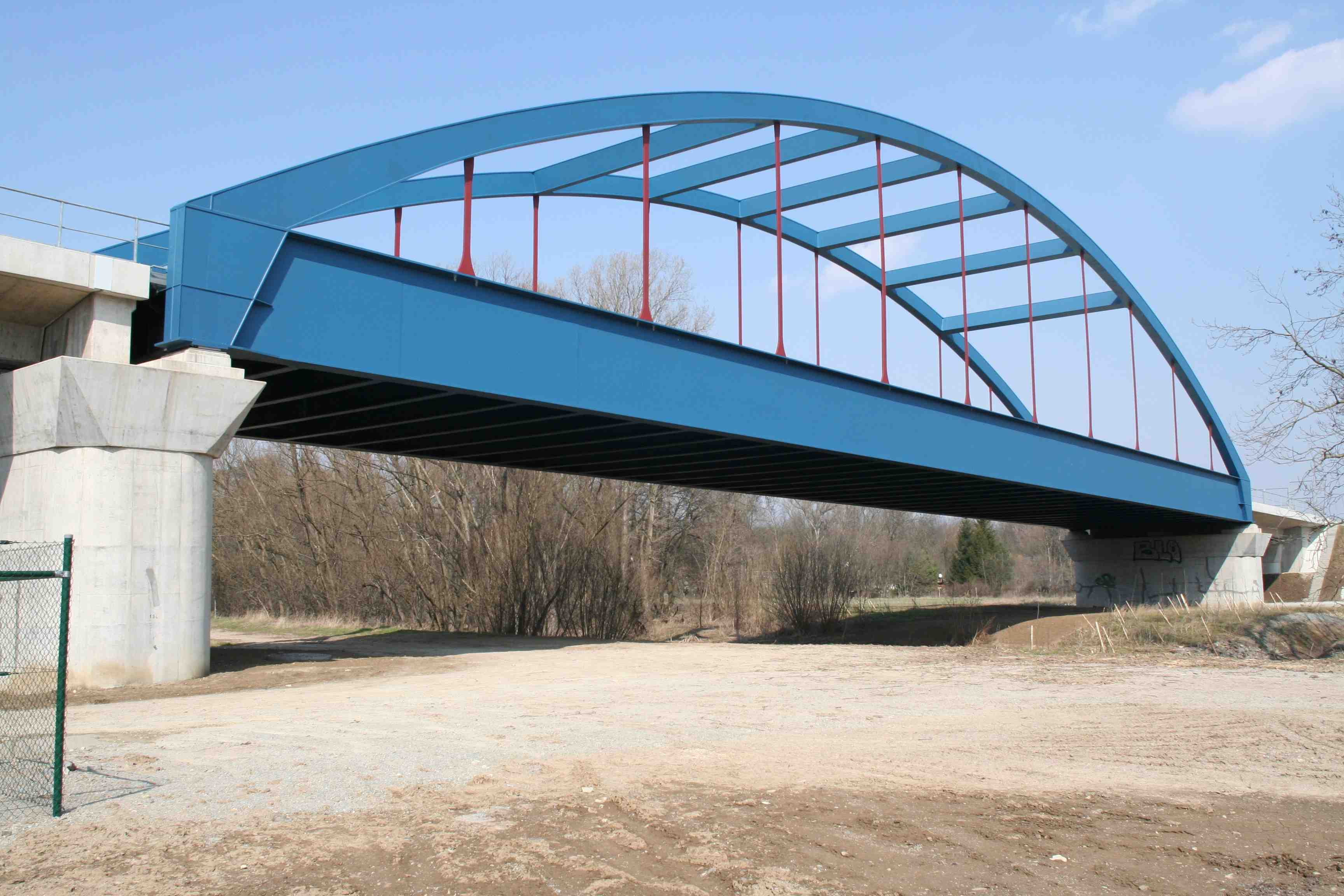
Geratalbrücke Bischleben

Der Langersche Balken, auch Stabbogenbrücke genannt, ist eine in sich verankerte Bogenbrücke. Bei ihr wird der in Längsrichtung wirkende Schub des Bogens von dem als Zugband ausgebildeten Fahrbahnträger aufgenommen und neutralisiert. Die Fahrbahn ist daher unten angeordnet und der Fahrbahnträger muss entsprechend stark sein, um diese Kräfte aufnehmen zu können. Beim Langerschen Balken treten, wie bei der Balkenbrücke, in den Auflagerpunkten im Wesentlichen nur lotrechte Belastungen auf. Er wird insbesondere dort verwendet, wo der vorhandene Untergrund den Horizontaldruck des Widerlagers eines echten Bogens nicht aushalten würde. Da sich die Horizontalkräfte jedoch erst dann gegenseitig aufheben, wenn die Verbindung zwischen Bogen und Fahrbahnträger wirksam wird, kann eine Stabbogenbrücke nicht im Freivorbau erstellt werden. Sie wird daher heute üblicherweise als komplett vorgefertigter stählerner Brückenträger an ihren Platz gehoben oder eingeschwommen. Stabbogenbrücken weisen üblicherweise annähernd Parabelform auf, weil dies die statisch günstigste Form bei gleichmäßig über die Spannweite verteilten Lasten ist.

### Nielsen-Brücken
Die Nielsen-Brücke, die der schwedische Ingenieur Octavius F. Nielsen 1926 patentieren ließ, ist eine Stabbogenbrücke, deren Hängestangen schräg angeordnet sind, so dass sie oben und unten jeweils dicht nebeneinander im Bogen bzw. dem Fahrbahnträger verankert sind und dadurch die Lasten gleichmäßiger verteilt.

### Netzwerkbogenbrücken
Eine Netzwerkbogenbrücke ist eine Stabbogenbrücke mit sich mehrmals überkreuzenden Hängern, die eine noch gleichmäßigere Lastverteilung bewirkt. In Japan wurde 2002 die Goshikizakura Ōhashi eröffnet, die erste doppelstöckige Netzwerkbogenbrücke der Welt.

### Abgewandelte Stabbogenbrücken
Insbesondere in China wird der dort Vogelflug-Bogen (fly-bird-type arch) genannte Bogen häufig verwendet. Bei ihm wird eine Bogenbrücke mit abgehängter, auf ungefähr halber Höhe des Bogens angeordneter Fahrbahn an beiden Seiten durch den Schwingen eines Vogels ähnelnde Streben verlängert und dort mit dem als Zugband ausgebildeten Fahrbahnträger verbunden. Der seitlich wirkende Schub des Bogens wird dadurch ähnlich wie bei einem Langerschen Balken neutralisiert. Die Chaotianmen-Yangtse-Brücke ist ein Beispiel dieser Bauweise.
Gelegentlich werden große Fachwerkbrücken als Gerberträgerbrücken ausgeführt, deren Einhängeträger ein Langerscher Balken ist. Die Puente de las Américas über dem Panamakanal ist eine solche Brücke.

## Bauformen mit Bogenelementen
In den USA wurden große Fachwerkbrücken als Durchlaufträger konstruiert, die sowohl Elemente der Ausleger- als auch der Bogenbrücke aufweisen. Die Lake Champlain Bridge (1929) war das erste Beispiel. Die Julien Dubuque Bridge über den Mississippi River wird als continuous steel-arch truss bridge with a suspended deck (durchgehende Stahlbogen-Fachwerkbrücke mit abgehängter Fahrbahn) bezeichnet. Die Francis Scott Key Bridge war ein anderes Beispiel.

## Balkenbrücken mit gekrümmten Gurten
Die zum Ende des 19. Jahrhunderts eingesetzten Bauformen wie Linsenträger, Fischbauchträger, Parabelträger sowie die vor allem bei Eisenbahnbrücken häufig verwandten Halbparabelträger und Schwedlerträger haben zwar gekrümmte Gurte; da ihre tragende Wirkung aber auf dem Fachwerk und nicht auf dem Bogen beruht und in den Auflagerpunkten im Wesentlichen nur lotrechte Kräfte auftreten, werden sie nicht zu den Bogenbrücken, sondern zu den Balkenbrücken gezählt.